# Heinz Ditgens
Heinz Ditgens (ur. 3 lipca 1914 w Mönchengladbach, zm. 20 czerwca 1998 tamże) – niemiecki piłkarz i trener piłkarski, grający na pozycji obrońcy. Uczestnik Letnich Igrzysk Olimpijskich. Przez całą karierę związany z Borussią Mönchengladbach, której po jej zakończeniu był trenerem w latach 1950–1951.
W reprezentacji Niemiec zagrał 3 razy.